# William Harris Crawford
William Harris Crawford (24 tháng 2 năm 1772 - 15 tháng 9 năm 1834) là chính khách, thẩm phán người Mỹ thuộc đảng Dân chủ và đảng Dân chủ - Cộng hòa trong những năm đầu thế kỉ 19. Crawford đã từng làm Bộ trưởng Ngân khố Hoa Kỳ thứ 7 (1816 - 1825), Bộ trưởng Chiến tranh Hoa Kỳ thứ 9 (1815 - 1816), Đại sứ Hoa Kỳ tại Pháp (1813 - 1815), Tổng thống lâm thời ủng hộ của Thượng viện Hoa Kỳ (1812 - 1813), Thượng nghị sĩ Hoa Kỳ từ Georgia (1807 - 1813) và ứng cử viên Tổng thống đã thất bại vào năm 1824. Ông sinh năm 1772 và mất năm 1834 và sống được 62 năm.

## Tiểu sử

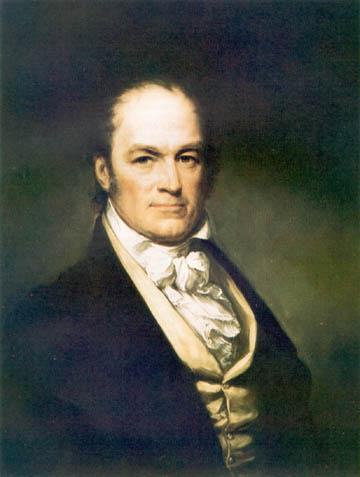
William Harris Crawford (1772 - 1834)

William Harris Crawford sinh ngày 24 tháng 2 năm 1772 tại quận Amherst, Virginia và sau này trở thành Nelson County, con trai của Joel Crawford và Fanny Harris. Ông cùng gia đình chuyển đến Quận Edgefield, Nam Carolina vào năm 1779, và quận Columbia, tiểu bang Georgia vào năm 1783. Crawford đã được học tại các trường tư thục ở Georgia và tại Richmond Academy tại Augusta. Sau cái chết của cha mình, Crawford đã trở thành nhà cung cấp tài chính chủ yếu của gia đình, và ông đã làm việc trên các trang trại gia đình Crawford và dạy học. Sau đó ông học luật, đã được nhận vào quán bar vào năm 1799, và bắt đầu tập luyện tại Lexington. Cũng vào năm 1799, Crawford đã được bổ nhiệm bởi cơ quan lập pháp nhà nước để chuẩn bị một digest của các quy chế của Gruzia.

### Chức vụ
Nhà nước đại diện từ năm 1803 đến năm 1807. Ngày 7 tháng 11 năm 1807, Crawford được bầu làm Thượng nghị sĩ Hoa Kỳ đến từ Georgia để lấp đầy chỗ trống do cái chết của Cựu Hạ nghị sĩ Hoa Kỳ Abraham Baldwin, đến ngày 23 tháng 3 năm 1813 thì từ chức. Khi ông từ chức, ông từng là Chủ tịch lâm thời ủng hộ của Thượng viện hoa kỳ trong Quốc hội thứ mười hai. Ông bị giảm bổ nhiệm làm Bộ trưởng Chiến tranh dưới thời Tổng thống James Madison vào năm 1813. Crawford được bổ nhiẹm làm Bộ trưởng Pháp từ năm 1813 đến năm 1815. Ông trở về nhà để làm đại lý cho việc bán đất được tặng bởi Quốc hội để Lafayette. Ngày 1 tháng 8 năm 1815, ông được tổng thống James Madison bổ nhiệm làm Bộ trưởng Chiến tranh Hoa Kỳ thứ 9. Ông chuyển giao cho Kho bạc vào tháng 10 năm 1816 và từ chức Bộ trưởng Chiến tranh vào ngày 22 tháng 10 năm 1816 và phục vụ dưới thời Tổng thống Madison và James Monroe cho đến năm 1825. Crawford ứng cử viên thuộc đảng Dân chủ-Cộng hòa không thành công cho Tổng thống Hoa Kỳ vào năm 1824 vì do ông bị bệnh tật từ chối hồ sơ dự thầu của Tổng thống John Quincy Adams rằng ông vẫn là Bộ trưởng Ngân khố Hoa Kỳ thứ 7, ông từ chức ngày 6 tháng 3 năm 1825. Sau khi từ chức, ông trở về Georgia và được bổ nhiệm làm thẩm phán của tòa án Bắc vào năm 1827, trong đó vị trí của ông đã tổ chức cho đến khi ông qua đời.
Vào ngày 15 tháng 9 năm 1834, William Harris Crawford đã qua đời ở tuổi 62 tại quận Oglethorpe, Crawford, bang Georgia, Hoa Kỳ.
Năm 1875, tờ tiền Crawford được xuất hiện trên hóa đơn 50 phần trăm.
Sau đây là các thành phố, thị trấn và quận được mang tên của William Harris Crawford để vinh danh ông:

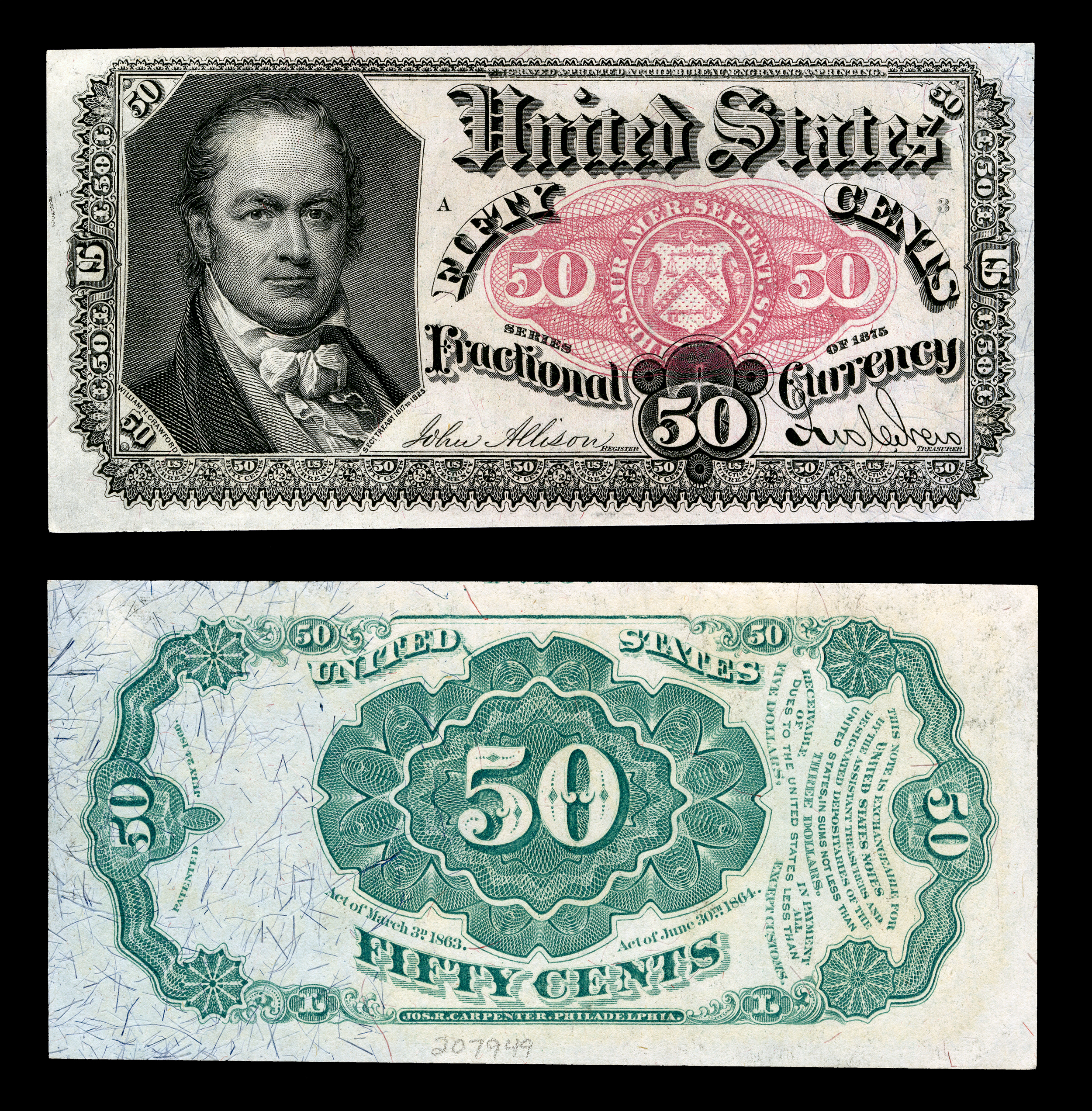
Tờ tiền William H. Crawford

## Địa điểm
- Các thành phố và thị trấn:
  - Crawford, Georgia
  - Crawfordville, Georgia
  - Crawfordsville, Indiana
- Các quận: 
  - Crawford County, Arkansas
  - Crawford County, Georgia
  - Crawford County, Illinois
  - Crawford County, Indiana
  - Crawford County, Iowa
  - Crawford County, Michigan
  - Crawford County, Missouri
  - Crawford County, Wisconsin